# Félszimmetrikus gráf

A legkisebb félszimmetrikus gráf, a Folkman-gráf.

A matematika, azon belül a gráfelmélet területén egy félszimmetrikus gráf vagy szemiszimmetrikus gráf (semi-symmetric graph) olyan irányítatlan gráf, ami reguláris, éltranzitív, de nem csúcstranzitív. Más megfogalmazásban, egy gráf akkor félszimmetrikus, ha minden csúcsból ugyanannyi él indul ki, és létezik a gráf bármely élét bármely más élébe átvivő szimmetria, de létezik olyan csúcspár, melynek egyik csúcsát a másikba nem viszi át szimmetria.

## Tulajdonságok
Egy félszimmetrikus gráf mindig páros, és automorfizmus-csoportja tranzitívan hat a bipartíció mindkét oldalán. Például az ábrán látható Folkman-gráf zöld csúcsai nem vihetők át automorfizmussal a piros csúcsokba, de bármely két, megegyező színű csúcs átvihető egymásba (szimmetrikusak).

## Története
A félszimmetrikus gráfokat először F. Harary egy tanítványa, E. Dauber tanulmányozta, On line- but not point-symmetric graphs című, már nem hozzáférhető cikkében. Ezzel a cikket találkozott Jon Folkman, akinek 1967-es publikációjában szerepelt a legkisebb, 20 csúccsal rendelkező félszimmetrikus gráf is, ami jelenleg Folkman-gráf néven ismert.
A „semi-symmetric” kifejezést először Klin et al. használták 1978-as cikkükben.

## 3-reguláris gráfok
A legkisebb 3-reguláris félszimmetrikus gráf az 54 csúcsú Gray-gráf. A félszimmetrikusságot (Bouwer 1968) figyelte meg, azt, hogy ez a legkisebb 3-reguláris félszimmetrikus gráf, Dragan Marušič és Aleksander Malnič igazolták.
Egészen 768 csúcsig az összes 3-reguláris félszimmetrikus gráf ismert. Conder, Malnič, Marušič és Potočnik szerint a Gray-gráf után következő négy legkisebb ilyen gráf a 110 csúcsú Iofinova–Ivanov-gráf, a 112 csúcsú Ljubljana-gráf, egy 120 csúcsú és 8 girthű gráf, valamint a Tutte 12-cage.

## Fordítás
- Ez a szócikk részben vagy egészben a Semi-symmetric graph című angol Wikipédia-szócikk ezen változatának fordításán alapul.  Az eredeti cikk szerkesztőit annak laptörténete sorolja fel. Ez a jelzés csupán a megfogalmazás eredetét és a szerzői jogokat jelzi, nem szolgál a cikkben szereplő információk forrásmegjelöléseként.